# 장외거래
장외거래(場外去來, Over-the-counter)는 주식, 채권, 상품선물, 파생금융상품과 같은 투자자산을 거래소(exchange)를 거치지 않고 양 당사자가 직접 거래하는 것을 의미한다.
2008년, 미국 총 주식 거래 중 약 16%가 장외 거래였다. 2014년 4월 그 수치는 약 40%까지 증가했다.

## 장외계약
장외계약(over-the-counter contract)는 양 당사자가 현재 또는 미래의 거래에 대한 합의에 대해 체결한 계약을 말한다.

## 장외시장
장외시장(over-the-counter market)은 장외거래가 이루어지는 금융시장을 지칭한다.

## 참고 문헌
- McCrank, John (2014년 4월 6일), 《Dark markets may be more harmful than high-frequency trading》, New York: Reuters, 2015년 9월 24일에 원본 문서에서 보존된 문서, 2014년 4월 12일에 확인함